# Whole Again
Whole Again è un singolo discografico del girl group britannico Atomic Kitten, pubblicato nel 2001 ed estratto dal loro primo album in studio Right Now.

## Descrizione
Il brano è stato scritto da Andy McCluskey, Stuart Kershaw, Jem Godfrey e Bill Padley e prodotto da McCluskey e Kershaw sotto il loro pseudonimo Engine.

## Tracce
- CD Singolo (UK)

1. Whole Again – 3:03
2. Holiday – 3:13
3. Whole Again (Whirlwind Mix) – 3:05

- CD/Cassetta Singolo (Europa)

1. Whole Again – 3:04
2. Locomotion – 3:32

## Classifiche
| Classifica (2001) | Posizione raggiunta |
| ----------------- | ------------------- |
| Regno Unito       | 1                   |